# David Desrosiers
David Philippe Desrosiers (Sept-Îles, 29 agosto 1980) è un bassista canadese, famoso per aver militato nel gruppo musicale canadese Simple Plan.
Il 10 luglio 2020 la band annunciò il suo ritiro a seguito di alcune accuse di molestie nei suoi confronti.

## Biografia
I suoi genitori divorziarono quando aveva 12 anni, ha una sorella maggiore di nome Julie. Durante la sua adolescenza, ha lavorato come cameriere in una catena di fast food.
Ha sostituito il cantante Pierre Bouvier (attuale cantante dei Simple Plan) nella band Reset, ma nel 2000 è stato ricontattato dallo stesso Pierre e da Chuck Comeau (attuale batterista dei Simple Plan) per entrare a far parte dei Simple Plan, accettando dopo varie esitazioni.
Nel 2017, a causa di alcuni episodi di depressione che da tempo lo affliggono, Desrosiers decise di prendersi una pausa temporanea dal mondo della musica. David torna successivamente a suonare con il gruppo solo a partire da giugno 2019.
Il 10 luglio 2020 lascia il gruppo a seguito di alcune accuse di molestie sessuali.

## Discografia
Album in studio
- 2002 – No Pads, No Helmets... Just Balls
- 2004 – Still Not Getting Any...
- 2008 – Simple Plan
- 2011 – Get Your Heart On!
- 2016 – Taking One for the Team

## Curiosità
- Sa suonare anche la chitarra e la batteria (infatti in molti concerti David sostituisce Chuck alla batteria mentre quest'ultimo prende una pausa).
- Tra le sue band preferite ci sono i Green Day, Papa Roach, American Hi-Fi, Weezer, Jimmy Eat World, 22 Jacks, No Doubt, Sugar Ray, Strung Out, Stone Temple Pilots, No Use for a Name, Lagwagon, Goldfinger, Face to Face, Sum 41, Blink-182, Foo Fighters, Good Charlotte, Letterkills, The Used, Gob e molte altre.